# Celebrity (serie televisiva)
Celebrity (셀러브리티?, SelleobeuritiLR) è una serie televisiva sudcoreana del 2023 scritta da Kim Yi-young e diretta da Kim Cheol-kyu, e, interpretata da Park Gyu-young, Kang Min-hyuk, Lee Chung-ah, Lee Dong-gun e Jun Hyo-seong. La serie descrive i desideri e i misteri che circondano le persone che diventano influencer dei social media, vivendo come le cosiddette celebrità, e le persone che li invidiano. La serie è stata distribuita su Netflix a partire dal 30 giugno 2023.

## Trama
Seo Ah-ri si ritrova catapultata in una vita di fama, ricchezza e desiderio mentre esplora il mondo degli influencer dei social media. Tuttavia, Ah-ri menziona come questi influencer acquistino "follower", il che induce i non addetti ai lavori a credere che siano celebrità. Mentre la sua reputazione inizia ad appannarsi durante la sua ascesa e la sua eventuale caduta, Ah-ri espone le vite scandalose degli influencer, che coinvolgono truffe, molestie, droghe e infine omicidi.

## Episodi
| Stagione       | Episodi | Prima TV |
| -------------- | ------- | -------- |
| Prima stagione | 12      | 2023     |

## Personaggi

### Principale
- Seo Ah-ri, interpretata da Park Gyu-young: un'umile venditrice di make-up porta a porta che vive con sua madre, che gestisce una lavanderia a secco. Ah-ri un tempo era ricca poiché il suo defunto padre possedeva una fabbrica; tuttavia, dopo la sua morte e il fallimento dell'azienda, la famiglia rimase senza un soldo. Sua madre è ossessionata dalla ricchezza e vuole tornare al suo stile di vita sontuoso mentre l'amica di Ah-ri, Yoon Jeong-sun, fa di tutto per renderla famosa. Un giorno, Ah-ri incontra la sua "amica" d'infanzia Oh Min-hye, un'influencer che si diverte a sfoggiare le sue ricchezze. Min-hye invita Ah-ri, che crede sia ancora ricca, a una festa di celebrità e la presenta al gruppo di influencer della Gabin Society.[3]
- Han Jun-kyung, interpretato da Kang Min-hyuk: uno scapolo ricco e ricercato, è immediatamente attratto da Ah-ri quando la vede per la prima volta e coglie ogni occasione per stare con lei. Alla fine forma una relazione romantica con Ah-ri e usa il suo status sociale per aiutarla.
- Yoon Si-hyeon, interpretata da Lee Chung-ah: è la "sorella maggiore" della Gabin Society e non è su nessun social media. È di buon cuore e ha un debole per Ah-ri. È sposata con Tae-jeon, e in precedenza era fidanzata con Jun-kyung.[4]
- Jin Tae-jeon, interpretato da Lee Dong-gun: il marito di Si-hyeon, amministratore delegato del più grande studio legale Taegang, disprezza Jun-kyung e fa di tutto per distruggere Ah-ri nascondendo un oscuro segreto.[5]
- Oh Min-hye, interpretata da Jun Hyo-seong: compagna di classe del liceo di Ah-ri che è un'influencer sui social media. È gelosa di Ah-ri. Afferma di provenire da una famiglia benestante, ma non è così. Attribuisce un'importanza significativa alle borse firmate e gestisce un suo centro commerciale. È sposata con un uomo che insulta e rimprovera costantemente; tuttavia, a lui piace lo stile di vita lussuoso che deriva dall'essere sposato con lei. Ottiene anche alcuni follower e fama descrivendo la sua relazione con suo marito sui social media come ideale e perfetta. Lei e suo marito gestiscono uno schema Ponzi per finanziare il loro stile di vita sontuoso.

### Supporto
- Hwang Yu-ri, interpretata da Jeong Yu-mi.[6]
- Jin Chae-hee, interpretata da Han Jae-in: proviene da una famiglia benestante. Si affida al suo stato di famiglia per sfruttare la sua presenza sui social media e per ottenere collaborazioni con i marchi. È la sorella di Tae-jeon. Fa abuso di droghe.[7]
- Kwon Myeong-ho, interpretato da Jung Wook-jin.[8]
- Angela, interpretata da Han Eu-ddeum: sposata con un marito ricco ma che non le permette di spendere eccessivamente. Pertanto, si prostituisce per soldi.
- Ji-na, interpretata da Kim Si-hyun: vende copie contraffatte di marchi di stilisti e afferma che siano reali ai suoi follower. Sfoggia anche questi marchi falsi per affermare di provenire da una famiglia ricca.[9]
- Han Yu-rang, interpretata da Jung Yoo-min: è la lacchè di Min-hye ed è sposata con il chirurgo plastico Kim Min-chan, colpevole di negligenza medica. Il suo rapporto con il marito è molto contestato.[10]
- Lee Eun-Chae/Lee Seon-Young, interpretata da Kim Noh-jin: la massaggiatrice che lavora all'interno della stessa spa sponsorizzata dalla Gabin Society. In seguito si scopre essere l'utente _bbbfamous, una ragazza povera che si finge ricca che ha scritto commenti malevoli su molti influencer tra cui Ah-ri.
- Yoon Jeong-sun, interpretata da Park Ye-ni.[11]
- Wang Ro-la, interpretata da Han Eun-jung.[12]
- Lee Hyeon-ok, interpretata da Nam Gi-ae.
- detective Jang Hyun-soo, interpretato da Seo Hyun-woo.
- Park Gyeong-bae, interpretato da Um Hyo-sup.
- Hwang Yong-tae, interpretato da Choi Young-woo.[13]

### Apparizioni speciali
- Beanie mom, interpretata da Jin So-yeon. (Ep. 1-2, 9)
- Personale addetto alle pulizie, interpretato da Lee Jun-ho. (Ep. 12)
- Celebrità, interpretato da Lee Sang-yoon. (Ep. 2, 7)
- Celebrità, interpretato da David Lee McInnis. (Ep. 7)
- Celebrità, interpretata da Song Kyung-ah. (Ep. 7)
- Song Yeon-woo, interpretata da Seol In-ah. (Ep. 4)
- Choi Bom, interpretata da Jung Yoo-jin. (Ep. 7-8)[14]
- Kim Hyeon-jeong, interpretato da Kim Hyun-jung. (Ep. 11)
- Zhang Wei, interpretata da Song Yuqi. (Ep. 8-9)
- Oh Jin-taek, interpretato da Cha Hyun-seung. (Ep. 1)
- Celebrità, interpretata da Hong Ji-yoon. (Ep. 1, 7)
- Celebrità, interpretato da Jeong Hyuk. (Ep. 7)
- Celebrità, interpretata da Yoon Bo-ra. (Ep. 7)
- Celebrità, interpretata da Lee Hye-sung. (Ep. 1)

## Produzione

### Casting
Nel maggio 2022, Celebrity ha confermato la produzione con il cast corale di Park Gyu-young, Kang Min-hyuk, Lee Chung-ah, Lee Dong-gun e Jun Hyo-seong.

### Riprese
Le riprese sono iniziate a dicembre 2021.

## Riconoscimenti
- Korea Drama Award
  - 2023 – Premio Hot Star a Jung Yoo-min[6]